# Bernd Heinemann

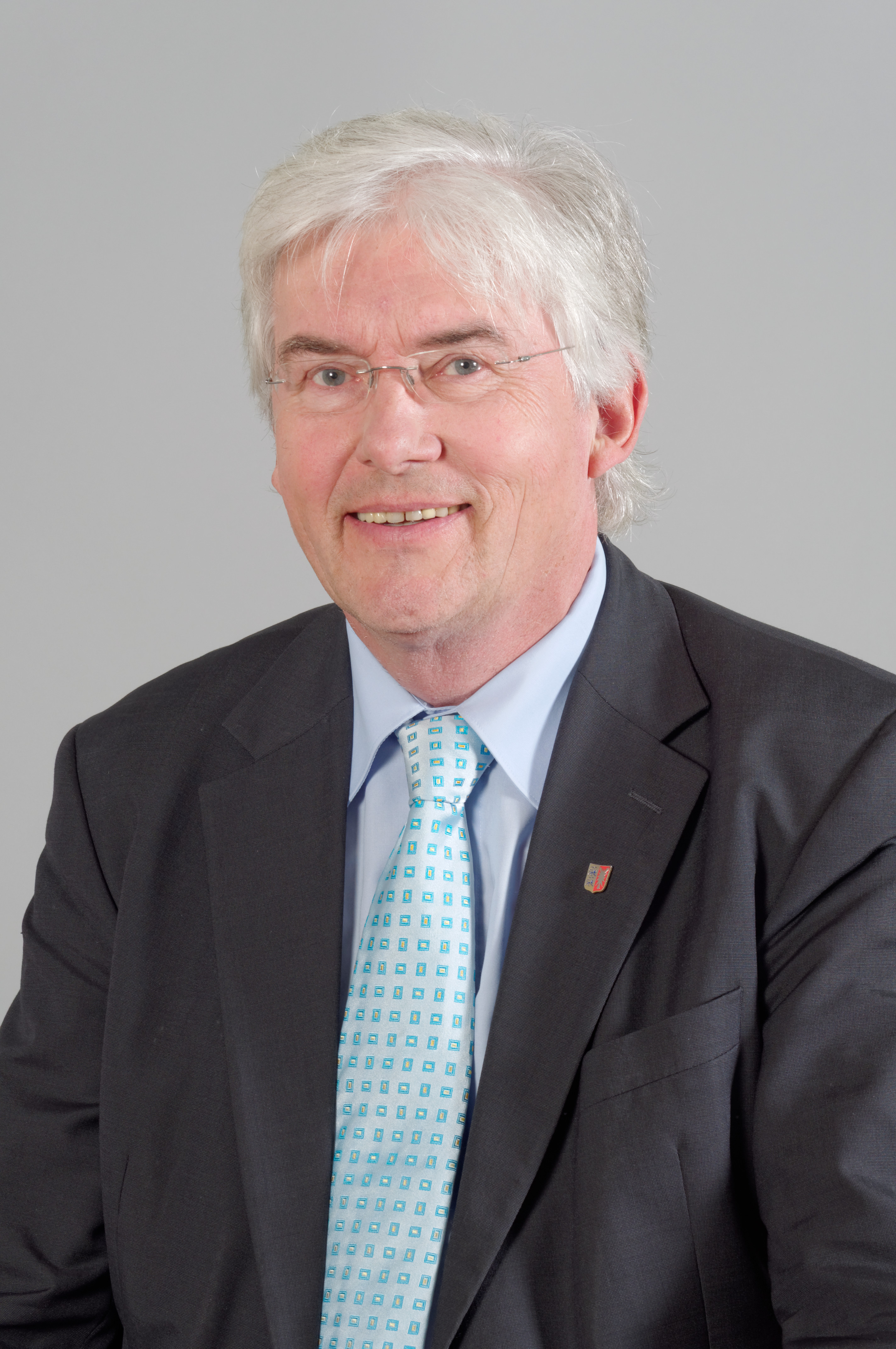
Bernd Heinemann (2013)

Bernd Heinemann (* 25. Februar 1952 in Kiel-Hassee) ist ein deutscher Politiker (SPD). Er war von 2009 bis 2022 Mitglied des Schleswig-Holsteinischen Landtages. Er war Verwaltungsratsvorsitzender der Barmer Ersatzkasse bis 2023.

## Leben und Beruf
Heinemann erlernte nach dem Hauptschulabschluss den Beruf des Elektromechanikers beim Marinearsenal Kiel und arbeitete auch auf der Kieler Howaldt-Werft. Nach weiteren Schulabschlüssen wurde er Diplomsozialarbeiter und war als Stadtjugendpfleger in Nortorf tätig. Von 1989 bis 2010 leitete er als Geschäftsführer die schleswig-holsteinische Landesstelle für Suchtfragen.
Bernd Heinemann hat drei Kinder und lebt in Heikendorf.

## Abgeordneter
Heinemann war von 1994 bis 2009 Mitglied der Kieler Ratsversammlung und zehn Jahre lang stellvertretender Stadtpräsident.
Ab dem 27. Oktober 2009 war er Abgeordneter des Schleswig-Holsteinischen Landtages, nachdem er bei der Landtagswahl 2009 im Wahlkreis Kiel-Ost mit 39,8 % direkt gewählt wurde. Im Landesparlament war er Mitglied im Sozialausschuss, seit 2012 im Petitionsausschuss. Bei der Landtagswahl 2012 wurde er mit 49,1 % der Stimmen erneut in den Landtag gewählt. In der konstituierenden Sitzung des Landtags wurde er zum Ersten Landtagsvizepräsidenten der 18. Wahlperiode gewählt.
Bei der Landtagswahl 2017 konnte er mit 40,4 % Stimmenanteil sein Direktmandat verteidigen. In der 19. Wahlperiode des Landtags war Bernd Heinemann Mitglied im Petitionsausschuss, im Europaausschuss, im Richterwahlausschuss, und stellv. Mitglied im Bildungs- sowie im Sozialausschuss. Für die SPD-Landtagsfraktion war er Sprecher für Gesundheitspolitik, Drogen- und Suchtpolitik, Niederdeutsch und Ostseepolitik. Er war Mitglied in den Arbeitskreisen Arbeit, Soziales, Kitas, Gesundheit und Gleichstellung sowie Bildung und stellv. Vorsitzender und Mitglied im Arbeitskreis Europa, Minderheiten, Grenzüberschreitende Zusammenarbeit und Metropolregion.
Bei der Landtagswahl 2022 trat er nicht erneut an.